# Zimne Ostrze Zdrady
Zimne Ostrze Zdrady (ang. The Cold Hand of Betreyal) – zbiór opowiadań osadzony w świecie Warhammera napisany przez wyselekcjonowanych pisarzy Czarnej Biblioteki pod redakcją Marca Gascoigne'a i Christiana Dunna. Po raz pierwszy wydany w 2006 roku, w Polsce wydany przez Copernicus Corporation w 2008 roku.

## Opis fabuły
Książka zawiera dziewięć mrocznych opowiadań, których wspólnym elementem jest zdrada. Akcja toczy się w różnych czasach i rejonach świata Warhammera. Spotkamy w nich ludzi, elfy, wampiry. W otwierającym opowiadaniu "Bratobójcza Walka" poznamy historie elfich braci zakochanych w tej samej kobiecie a ich działania pokazują, że pod względem bezwzględności nie ustępują swoim mrocznym braciom. "Zimny pocałunek śmierci" przedstawia historie z Wampirami w tle, i pokazuje ile warta jest troskliwość w Starym Świecie. Z kolei "Odrobina litości" to wypełnione po brzegi akcją opowiadanie przedstawiające losy rycerza Imperium podczas nierównej walki ze sługami chaosu, akcja, walka i zaskakujące zakończenie stawia to opowiadanie w ścisłej czołówce tego zbioru. Wszystkie opowiadania utrzymane są w podobnym stylu mroku, przemocy, podstępu i zaskakujących zakończeń a wszystko to opisane w doskonałym stylu.
Plaga czerwonej ospy, najazd mrocznych elfów, skrytobójcze ataki, zdradziecka magia i wszechobecna śmierć - z tym wszystkim przyjdzie się zmierzyć upadłemu rycerzowi, elfiemu księciu, wyrachowanemu mordercy, ambitnemu giermkowi, pogryzionemu przez wampira kapłanowi i paru innym równie oryginalnym postaciom, a stawką będzie nie tylko ich życie, ale często życie bliskich im osób.

## Spis opowiadań i autorów
- Bratobójcza Walka (ang. Kinstrife) - Graham McNeill
- Odrobina litości (ang. Small Mercy) - Richard Ford
- Doskonały skrytobójca (ang. Perfect Assassin) - Nick Kyme
- Dom zarazy (ang. Sickhouse) - CL Werner
- W służbie Sigmara (ang. In the Service of Sigmar) - Adam Troke
- Krew i piach (ang. Blood and Sand) - Matt Ralphs
- Syn Imperium (ang. Son of the Empire) - Robert Allan
- Podarunek Demona (ang. The Daemon's Gift) - Robert Bamgartner
- Zimny pocałunek śmierci (ang. Death's Cold Kiss) - Steven Savile

## Wydanie
W oryginalnej wersji książka liczy 256 stron, została wydana wyłącznie w miękkiej oprawie Games Workshop/Black Library 25 kwietnia 2006 pod redakcją Marca Gascoigne'a i Christiana Dunna, którzy dokonali selekcji opowiadań. Autorem grafiki na okładce jest Jeff Johnson. W roku 2008 dzięki polskiemu wydawcy drugiej edycji gry fabularnej Warhammer, Copernicus Corporation książka trafiła na sklepowe półki w Polsce. Liczącą 240 stron polską edycje przetłumaczyła na język polski Natalia Kertyczak, korektą zajęła się Joanna Cieślak. Redakcja wersji polskiej Grzegorz Bonikowski.